# アレックス・ウェブスター
アレックス・ウェブスター（Alex Webster、1969年10月25日 - ）は、アメリカ合衆国のデスメタルバンド「カンニバル・コープス」のベーシストである。ほかには、ウォッチタワー、スパスティック・インクのロン・ジャーゾンベクとともにデスメタルインストバンド・ブロッテド・サイエンスでも活動している。

## 来歴
ニューヨーク州アクロン生まれ。幼い頃から音楽が好きで以下のように述べている。「音楽はいつも僕の頭の中で、僕の人生で起こっていることのサウンドトラックだった。いつも演奏したいと思っていた。3歳くらいのときにドラムを叩きたいと思ったんだ。古いバターの容器でドラムを作って、おもちゃで叩いたんだ。私は音楽を作るつもりだった。音楽家であるほとんどの人は、誰に言われるまでもなく音楽をやっている。なぜなら、音楽は押しつけられる必要のないものだからだ。音楽を作ろうと思ったら、作るんだ」。
1987年、元カニバル・コープスのギタリスト、ジャック・オーウェンと共にビヨンド・デスというバンドに参加していた。2人は、ティラント・シンというバンドにいたクリス・バーンズ、ボブ・ルセイ、ポール・マズルキエヴィッチと知り合った。「カンニバル・コープス」というバンド名を考えたのはウェブスターだった。インタビューで彼は、バンド名としてとてもキャッチーだと思ったと語っている。彼はファンに対して友好的で、よく質問をし、ファンが何を考えているのか純粋に気にしているという評判があり、バンドのフォーラムで定期的に質問に答えている。
また、エリック・ルータンのデスメタルバンド、ヘイト・エターナルのベーシストとしてレコーディング参加している。ルータンは、2006年から2012年にかけてリリースされたカンニバル・コープスのアルバム『Kill』、『Evisceration Plague』、『Torture』のプロデューサーである。2005年、アレックスはギタリストのロン・ジャーゾンベックからコラボレーションの可能性について連絡を受け、全楽器演奏のエクストリーム・メタル・プロジェクトBlotted Scienceのメンバーとなった。2007年秋、デビュー・アルバム『The Machinations of Dementia』をリリースした。
カンニバル・コープスの一番好きな曲について尋ねると、ウェブスターは「でも、一番好きなのは "From Skin to Liquid "だね。この曲は、ヘヴィであるために必ずしもワープ・スピードで演奏したり、グロい歌詞を書いたりする必要がないことを示していた」と答えた。

## プレイスタイル
ウェブスターは非常に経験豊富で才能あるメタル・ベーシストとして認められている。彼は非常に速いスピードで演奏することができ、特徴的な3フィンガー・ウォーク（「ギャロッピング」と呼ばれる指の動き）をする。彼はカンニバル・コープスのアルバム『The Wretched Spawn』のメイキングDVDで、最初はギターを弾いていたが、より早く楽器をマスターできると感じたのでベースに転向したと明かしている。高速で演奏する通常のヘヴィ・メタルのベーシストとは異なり、ウェブスターはピックを使わずに楽器を演奏することができ、しかもクリーンでクリアな音色を保っているため、カンニバル・コープスの激しく歪んだギターと合わせて演奏する複雑で非常に速いラインでも明瞭さを保つことができる。
| 「 | 6歳のとき、アコースティック・ギターのレッスンを受けた。6歳だったし、『メリー・ハド・ア・リトル・ラム』なんて習いたくなかった。私はエルヴィスを弾きたかった。私は古い50年代の音楽が好きだった。父がティーンエイジャーだったから、50年代の古いレコードをたくさん持っていた。6歳だと買いに行くお金もないから、父のレコードばかり聴いていた。私が住んでいた田舎では、誰も私にギターの弾き方を教えてはくれなかった。13歳か14歳になるまで諦めていたんだ。学校で、高校のジャズバンドでベースを弾いている子に出会ったんだ。彼は小遣い稼ぎがしたくて、1レッスン5ドルだった。彼もいい仕事をした。彼の名前はマイク・ハドソン。彼がもう演奏しているかどうかは知らない。音信不通なんだ。僕がバンドを始めたのは彼のおかげなんだ。僕はずっとバンドで演奏したいと思っていて、リード・ギターの弾き方を学ぶには5年はかかりそうだった。でも、ベースの音が本当に好きだったんだ。AC/DCが好きだったし、自分にもできると思った。アンガス・ヤングのギター・パートを弾けるようになるより、クリフ・ウィリアムスのベース・パートを覚えた方が早いと思った。バンドに入りたかったから、それがモチベーションになった。一人で座って音楽を演奏していたくなかった。そのための最短ルートは、リード楽器ではない楽器を弾くことで、ベースがそれだった。今、私はそれをもっと難しくすることを学んだ。自分の仕事を必要以上に難しくしてしまった。でも楽しいんだ。最初はバンドで演奏することが心配だった。 「ジャズを始めたばかりの頃、友人からレッスンを受けたんだ。彼は学校のジャズバンドに所属していて、基礎から教えてくれたんだ。それから1年くらいレッスンを受けなかったけど、高校3年生のときにまた始めたんだ。その間、4人くらいの先生に教わったけど、数ヶ月以上レッスンを受けたことはなかった。しかし、彼らから多くのことを学んだし、できる限り自分で学ぶようにしてきた。音楽やベース演奏について学べることは何でも学ぼうとする。つまり、学べば学ぶほど、演奏に活かせば活かすほど、より良いミュージシャンになれるんだ」。 「AC/DCのベーシストが好きだった。彼の作品は本当に好きだった。アクセプトのピーター・バルテスもそうだった。本当にいい人たちも好きだったけど、最初の頃は手が届かない感じだった。ラッシュのゲディ・リーやスティーブ・ハリスは、僕にとって神様のような存在だった。ビリー・シーハンはバッファロー出身で、私たちは皆、他の国よりも先にビリーのことを知っていた。ビリーは長い間、バッファローの伝説だった。彼は今でも私のお気に入りの一人だ。クリフ・バートンを聴いていたころには、私は少し上達していた。メタリカを聴き始める1年ほど前からプレイしていたんだ。彼は素晴らしいと思った。でも、これらのアルバムでは、もう少し大きな音が出せたんじゃないかといつも思っていたよ。それが問題なんだ。スラッシュ・メタルや他の種類のメタルでは、ベースがギターの演奏と同じように演奏される。アクセプトのような古いバンドでは、ベースはギターとは少し違うことをやっている。ギターがやっているリフを演奏するのではなく、キックドラムと一緒に演奏しているんだ。スラッシュ・メタルやデス・メタルでは、ベースはいつもギタリストがやっていることを演奏していた。私たちがミックスの中で聴かれるようになるには、10年もの長きに渡る戦いが必要だった。 「でも、DVDにするか本にするか、まだ迷っているんだ。DVDの方が簡単かもしれないね。リリースする価値のあるものができるといいな。本当にクオリティが高くて、いい情報がたくさん詰まっていると確信できるまでは、絶対に何も出さないよ。また、タブ本を出す可能性についても聞いたことがあるかもしれない。まあ、そのための出版社はまだ見つかっていないんだけどね」。 「例えば、パットの曲のような難しい曲に取り組んでいるときが一番練習する。本当にインスピレーションが湧いたときや、何か締め切りがあるとき以外は、1日に3、4時間以上練習することはないんだ」。 | 」 |

ベース演奏だけでなく、バンドの作詞・作曲に何度も貢献しており、その一例として、「Fucked with a Knife」、「Puncture Wound Massacre」、「I Will Kill You」、「Devoured by Vermin」、「Unleashing the Bloodthirsty」、「Scavenger consuming death」、「Scourge of iron」、「Murder Worship」などがある。
ウェブスターは、「Addicted to Vaginal Skin」、「Mangled」、「The Undead Will Feast」、「Crushing the Despised」、「Fucked with a Knife」、「Hammer Smashed Face」などの曲でのベース・ギター・ソロ／フィルでも知られている。また 「The Discipline of Revenge」、「Put Them To Death」、「She Was Asking For It」、「Staring Through The Eyes of the Dead」、「Bloodlands」、「They Deserve to Die」、「Rabid」、「The Strangulation Chair」など。
2013年から2015年まで、ウェブスターはイギリスのベース・ギター・マガジンに毎月授業料のコラムを書いていた。

## 使用機材
ウェブスターは現在、スペクターの「Alex Webster Signature Edition」。（Euro 5lxベース）、DR Strings、そしてセイモア・ダンカンのシグネチャー・ピックアップ「Hammer Smashed Bass」と、18ボルトで動作するよう配線されたダークグラス・エレクトロニクスのトーン・カプセル・プリアンプを使用している。彼のシグネチャー・ベースは全てグランヴィル・ギターのスクーターによってセットアップされ、ヘビーなツアー・ローテーションでも信頼できるよう、4つのシングル・スタック・ノブで配線されている。(シグネイチャー・モデル以前は、Modulus Quantum 5とSpector Euro 5lxを使用していた。
また、アルバム『Eaten Back to Life』と『Butchered at Birth』では1987年製の白いフェンダー・プレシジョン・ベース、アルバム『Tomb of the Mutilated』ではアイバニーズのSabre SB900、『The Bleeding』ではアイバニーズのSoundgear SR1500、C#の曲ではEMGピックアップとBadassブリッジを搭載した1971年製のプレシジョン・ベース、『Vile』ではレンタルしたスペクターのNSシリーズ5弦ベースを使用している。過去にはAmpeg SVT200TとAmpeg 8x10キャビネットを使用していたが、その後SVT-4PROヘッドに変更。その後、SWRとエンドースメント契約を結び、SWR SM-1500を2台、SWR Megoliath 8x10キャビネットを2台使用。現在はAguilar DB 751とDB810キャビネットを使用している。エフェクターはあまり使わないが、アルバム『Torture』ではDarkglass Microtubes B3Kを使い始め、オーバードライブペダルをB7kU（2016年製）に換えたことを明かし、今までで最もヘヴィなトーンになったとコメントしている。また、Radial BassboneとBoss TU-2 Chromatic Tuner、Seymour Duncan Bass Studio Compressorも使用している。

## 私生活
ウェブスターは、オレゴン州に妻と暮らしている。アレックスはallabouttherock.co.ukに対し、「他のメンバーはまだ全員フロリダのタンパ地区に住んでいる。[...]僕はバンドと何かする必要がある時は出かけるだけで、それ以外の時間はここに住んでいるんだ」。
自身のホーム・レコーディング・スタジオを持っており、新型コロナウイルスの流行による渡航制限のため、2021年の『Violence Unimagined』のベース・トラックをすべてここでレコーディングした。ウェブスターはAllAboutTheRock.comにこう語った： 「このニュー・アルバムのレコーディング・セッションは去年の4月から6月にかけて行われたんだ。だから結局、オレゴンの自宅スタジオに残ってレコーディングしたんだ。[ベースからProToolsにダイレクト・ラインで録音し、録音したトラックをスタジオに送ってリ・アンプすることができる！1つはクリーンなダイレクト・ラインで、もう1つはDarkglassペダルからオーバードライブをかけたダイレクト・ラインだ。でもとにかく、彼はクリーン・チャンネルを使い、それをアンペグに入れて、その前にDarkglassペダルを入れたんだと思う」。

### パーソナリティ
ヘヴィメタルのドキュメンタリー映画『メタル』（原題：Metal： A Headbanger's Journey』にも登場し、深い音楽知識を披露している。
カンニバル・コープスのベーシスト、アレックス・ウェブスターは、物静かで知的、そして特に愛想の良い人柄を醸し出しているが、それは彼が原動力となっている音楽とは相反するように思える。
アバウト・ドットのコムチャド・バウワーとのインタビューで、彼は「僕はキレるとあまり誇れないんだ。それを変えられるようになりたい。私は生涯を通じてそれに取り組んできたし、いずれはそれを克服して、最悪の状況でもガンジーのように平和的に対応できるようになりたいと思っている」と語っている。
ウェブスターは不可知論者であるが、彼は「
プロテスタント、メソジストというかなり宗教的な教育を受けて育った」と語っている。

### 音楽的嗜好と影響
スラッシュメタルバンドのスレイヤーの大ファンだと語っており、「彼らにハマったのは80年代半ば。スレイヤーにハマったのは80年代半ばのことで、学校のメタル・ヘッズたちからの口コミで知ったんだ。彼らは当時、邪悪なスラッシュ・バンドの最高峰だった。僕や他のカンニバルのメンバーがどれだけスレイヤーを聴いていたかは、あまり強調できないよ。彼らは僕らに多大な影響を与えたんだ」と述べている。
2006年のFourteenG.netとのインタビューで、ウェブスターは好きな曲の歌詞は「スレイヤーのものなら何でも」と述べており、カンニバル・コープスの曲をカバーできるバンドがいるとしたら「それはスレイヤーだろう」と語っている。
好きなアルバム5選は（降順に）アクセプトの『レストレス・アンド・ワイルド』、モービッド・エンジェル『狂える聖壇』、メタリカ『メタル・マスター』、アイアン・メイデン『パワースレイヴ』、スレイヤー『レイン・イン・ブラッド』であり、2006年のLambGoat. comとの2006年のインタビューで、ウェブスターは過去5年間のお気に入りのアルバム5枚として、Spawn of Possessionの『Cabinet』、ネクロファジスト『Epitaph』、Aeon『Bleeding the False』、ヘイト・エターナル『I, Monarch』、Spastic Ink『Ink Compatible』を挙げている。
前述の通り、ウェブスターはモービッド・エンジェルの『狂える聖壇』を最も好きな作品のひとつに挙げており、特に「Chapel of Ghouls」、「Immortal Rites」、「Visions from the Darkside」をお気に入りの曲として挙げている。しかし、この3曲を挙げる前に、ウェブスターは「あのアルバム全体がとても素晴らしくて、（お気に入りを）選ぶのは難しい」と述べている。
メタル以外では、ニューウェイヴバンドのディーヴォが好きだと公言しており、音楽的な後ろめたい楽しみは何かという質問に対しては、「ノー・ダウトのファースト・アルバムからいい曲がいくつかある」と答えている。

## 栄誉
ウェブステロプリオン・アームストロンギという海洋ミミズの化石種は、部分的にウェブスターにちなんで命名された。この海洋ミミズの種を命名した2人の研究者の1人であるルーク・パリーは、「マッツ（・エリクソン）（このミミズの命名の2人目の研究者）と私は2人とも大のメタルヘッズで、アレックス・ウェブスターはとんでもなく優れたベーシストだと思っている。私はベースを弾き、10代の頃は彼に大きな影響を受けた」と述べている。